# Putovnica Alžira
Putovnica Alžira ili Alžirska putovnica je putna isprava koja se izdaje državljanima sjevernoafričke Alžirske Narodne Demokratske Republike radi putovanja u inozemstvo. Putovnica služi kao dokaz alžirskog državljanstva i identiteta.
Putovnica je ispisana na arapskom, francuskom i engleskom jeziku a izdaje se i kao biometrijska.

## Vizni sustav
██ Alžir.
██ Države u koje se može putovati putovnicom bez vize.
██ Države za koje se viza izdaje prilikom dolaska u zemlju.
Prema Passport Indexu, alžirska putovnica je prema značajnosti na 66. mjestu te omogućava putovanja u 51 zemlju diljem svijeta bez vize. Time je u istom rangu kao putovnice Vijetnama, Gvineje Bisau i Palaua.